# Calligonum
Genre

Calligonum est un genre regroupant près de quatre-vingts plantes de la famille des Polygonaceae, vivant dans la région méditerranéenne, en Asie et en Amérique du Nord.

## Caractéristiques
Les plantes du genre Calligonum sont des arbustes à ramifications diffuses mais irrégulières, à branches ligneuses flexibles. Les feuilles sont simples, opposées, presque sessiles, linéaires ou en écailles, parfois absentes ou très petites, absente ou filiformes, distinctes ou unies avec de courtes ochrées membraneuses. Les fleurs sont bisexuées, solitaires ou en inflorescences axillaires libres. Les fleurs ont des périanthes persistants à 5 parties qui non accrescent dans les fruits, et 10 à 18 étamines avec des filaments à la base. L'ovaire est tétragone.

## Liste d'espèces
Selon Catalogue of Life (16 juillet 2015) :
- Calligonum acanthopterum Borszcz.
- Calligonum alashanicum Losinskaja
- Calligonum alatosetosum Maassoumi & Kazempour
- Calligonum amoenum Rech. fil. & Schiman-Czeika
- Calligonum aphyllum
- Calligonum arborescens Litwinow
- Calligonum azel Maire
- Calligonum bakuense Litw.
- Calligonum barsukiense Yu. D. Soskov
- Calligonum bubyrii B. Fedtsch. ex Pavl.
- Calligonum bungei Boiss.
- Calligonum calcareum Pavl.
- Calligonum calliphysa Bunge
- Calligonum calvescens Maire
- Calligonum cancellatum G.E. Mattei
- Calligonum caput-medusae Schrenk
- Calligonum chinense Losinsk.
- Calligonum colubrinum Borszcz.
- Calligonum comosum L
- Calligonum cordatum Korovin ex Pavlov
- Calligonum crinitum
- Calligonum densum Borszcz.
- Calligonum denticulatum Bunge ex Boiss.
- Calligonum drobovii Bondarenko
- Calligonum dubianskyi Litwinow
- Calligonum ebinuricum Ivanova ex Y. D. Soskov
- Calligonum elegans V.P. Drobow
- Calligonum eriopodum
- Calligonum gobicum (Bunge ex Meisn.) Losinskaja
- Calligonum griseum Korovin ex Pavlov
- Calligonum intertextum Rech. fil. & Schiman-Czeika
- Calligonum jimunaicum Z.M. Mao
- Calligonum klementzii Losinskaja
- Calligonum kuerlese Z. M. Mao
- Calligonum laristanicum Rech. fil. & Schiman-Czeika
- Calligonum leucocladum
- Calligonum litwinowii Drobov
- Calligonum macrocarpum Borszcz.
- Calligonum matteianum V.P. Drobow
- Calligonum mejidum A.H. Al-Khayat
- Calligonum microcarpum Borszcz.
- Calligonum mongolicum Turcz.
- Calligonum muravljanskyi Pavlov
- Calligonum murex Bunge
- Calligonum paletzkianum Litw.
- Calligonum patens Litwinow
- Calligonum platyacanthum Borszcz.
- Calligonum polygonoides L.
- Calligonum pumilum Losinskaja
- Calligonum roborowskii Losinsk.
- Calligonum rotula Borszcz.
- Calligonum rubescens G.E. Mattei
- Calligonum rubicundum Bunge
- Calligonum santoanum Korovin
- Calligonum schizopterum Rech. fil. & Schiman-Czeika
- Calligonum setosum (Litv.) Litv.
- Calligonum spinosetosum Maassoumi & Batooli
- Calligonum spinulosum V.P. Drobow
- Calligonum squarrosum Pavlov
- Calligonum stenopterum Bunge ex Boiss.
- Calligonum taklimakanense B.R.Pan & K.M.Shen
- Calligonum tetrapterum Jaub. & Spach
- Calligonum trifarium Z.M. Mao
- Calligonum triste Litwinow
- Calligonum yingisaricum Z.M. Mao
- Calligonum zaidamense Losinskaja
- Calligonum zaissano-muravljanskyi Yu. D. Soskov
- Calligonum zakirovii (Chalkuziev) Czer.

Selon GRIN (16 juillet 2015) :
- Calligonum aphyllum (Pall.) Gürke
- Calligonum arborescens Litv.
- Calligonum azel Maire
- Calligonum caput-medusae Schrenk ex Fisch. & C. A. Mey.
- Calligonum comosum L’Hér.
- Calligonum elatum Litv.
- Calligonum eriopodum Bunge
- Calligonum leucocladum (Schrenk) Bunge
- Calligonum membranaceum Litv.
- Calligonum microcarpum I. G. Borshch.
- Calligonum persicum (Boiss. & Buhse) Boiss.
- Calligonum rotula I. G. Borshch.
- Calligonum rubescens Mattei
- Calligonum setosum Litv.
- Calligonum triste Litv.
- Calligonum turbineum Pavlov

Selon ITIS (16 juillet 2015) :
- Calligonum aphyllum (Pall.) Gürke
- Calligonum caput-medusae Schrenk
- Calligonum leucocladum (Schrenk) Bunge
- Calligonum microcarpum I.G. Borshch.

Selon NCBI (16 juillet 2015) :
- Calligonum aphyllum
- Calligonum arborescens
- Calligonum arich
- Calligonum azel
- Calligonum bungei
- Calligonum caput-medusae
- Calligonum chinense
- Calligonum colubrinum
- Calligonum comosum
- Calligonum crinitum
- Calligonum densum
- Calligonum ebinuricum
- Calligonum eriopodum
- Calligonum gobicum
- Calligonum junceum
- Calligonum juochiangense
- Calligonum klementzii
- Calligonum korlaense
- Calligonum leucocladum
- Calligonum microcarpum
- Calligonum molle
- Calligonum mongolicum
- Calligonum persicum
- Calligonum polygonoides
- Calligonum pumilum
- Calligonum roborowskii
- Calligonum rubicundum
- Calligonum squarrosum
- Calligonum taklimakanense
- Calligonum trifarium
- Calligonum yengisaricum
- Calligonum zaidamense

Selon The Plant List (16 juillet 2015) :
- Calligonum acanthopterum I.G.Borshch.
- Calligonum aciferum Godw. & Nardina
- Calligonum aculeatum (Litv.) Mattei
- Calligonum aequilaterale Godw.
- Calligonum alaschanicum Losinsk.
- Calligonum alatiforme Pavlov
- Calligonum alatum Litv.
- Calligonum amoenum Rech.f. & Schiman-Czeika
- Calligonum androssowii Litv.
- Calligonum aphyllum (Pall.) Gürke
- Calligonum aralense I.G.Borshch.
- Calligonum arborescens Litv.
- Calligonum azel Maire
- Calligonum babakianum Godw.
- Calligonum bakuense Litv.
- Calligonum barsukiense Soskov
- Calligonum batiola Litv.
- Calligonum borsczowii Litv.
- Calligonum bubyri B.Fedtsch. ex Pavlov
- Calligonum bubyrii B. Fedtsch. ex Pavl.
- Calligonum bucocladum Bunge
- Calligonum bungei Boiss.
- Calligonum bykovii Godw.
- Calligonum calcareum Pavlov
- Calligonum calvescens Maire
- Calligonum cancellatum Mattei
- Calligonum caput-medusae Schrenk
- Calligonum cartilagineum Pavlov
- Calligonum chinense Losinsk.
- Calligonum colubrinum I.G.Borshch.
- Calligonum commune (Litv.) Mattei
- Calligonum comosum L'Hér.
- Calligonum compactum Mattei
- Calligonum conuivena Godw.
- Calligonum cordatum Korovin ex Pavlov
- Calligonum cordiforme Godw.
- Calligonum cordipterum Drobow
- Calligonum coriaceum Pavlov
- Calligonum crinitum Boiss.
- Calligonum crispatum (Litv.) Mattei
- Calligonum cristatum Bunge
- Calligonum densiforme Godw. & Nardina
- Calligonum densum I.G.Borshch.
- Calligonum denticulatum Bunge ex Boiss.
- Calligonum dissectum Popov
- Calligonum diversiforme Godw.
- Calligonum drobovii Bondarenko
- Calligonum dubianskyi Litv.
- Calligonum durum Godw.
- Calligonum ebinuricum N.A.Ivanova ex Soskov
- Calligonum elatum Litv.
- Calligonum elegans Drobow
- Calligonum erinaceum I.G.Borshch.
- Calligonum eriopodum Bunge
- Calligonum eugenii-korovinii Pavlov
- Calligonum falcilobum Godw.
- Calligonum ferganense Pavlov
- Calligonum flavidum Bunge
- Calligonum fragile Godw. & Nardina
- Calligonum gobicum (Bunge ex Meisn.) Losinsk.
- Calligonum golbeckii Drobow
- Calligonum gracile Litv.
- Calligonum griseum Korovin ex Pavlov
- Calligonum gypsaceum Drobow
- Calligonum humile Litv.
- Calligonum inaequale Godw.
- Calligonum integrum Drobow
- Calligonum intertextum Rech.f. & Schiman-Czeika
- Calligonum involutum Pavlov
- Calligonum irtyschense Godw.
- Calligonum jeminaicum Z.M.Mao
- Calligonum josephi Godw.
- Calligonum junceum (Fisch. & C.A.Mey.) Litv.
- Calligonum juochiangense Y.X.Liou
- Calligonum karakalpakense Drobow
- Calligonum klementzii Losinsk.
- Calligonum korlaense Z.M.Mao
- Calligonum kurotschkinae Godw.
- Calligonum kzyl-kumi Pavlov
- Calligonum lamellatum (Litv.) Mattei
- Calligonum lanceolatum Pavlov
- Calligonum laristanicum Rech.f. & Schiman-Czeika
- Calligonum leucocladiforme Drobow
- Calligonum leucocladum (Schrenk) Bunge
- Calligonum lipskyi Litv.
- Calligonum litwinowii Drobow
- Calligonum macrocarpum I.G.Borshch.
- Calligonum margelanicum Drobow
- Calligonum matteianum Drobow
- Calligonum mejidum Al-Khayat
- Calligonum membranaceum (I.G.Borshch.) Litv.
- Calligonum microcarpum I.G.Borshch.
- Calligonum molle Litv.
- Calligonum mongolicum Turcz.
- Calligonum muravljanskyi Pavlov
- Calligonum murex Bunge
- Calligonum nardinae Godw.
- Calligonum nudatum Godw.
- Calligonum obtusum Litv.
- Calligonum orthocarpum Drobow
- Calligonum orthotrichum Pavlov
- Calligonum oxicum Drobow
- Calligonum ozunraicum Godw.
- Calligonum paletzkianum Litv.
- Calligonum palibinei Mattei
- Calligonum pappii Godw.
- Calligonum parvulum Drobow
- Calligonum parvum Godw.
- Calligonum patens Litv.
- Calligonum pavlovii Godw.
- Calligonum pellucidum Pavlov
- Calligonum persicum (Boiss. & Buhse) Boiss.
- Calligonum petunnikowii Litv.
- Calligonum physopterum Pavlov
- Calligonum platyacanthum I.G.Borshch.
- Calligonum plicatum Pavlov
- Calligonum polygonoides L.
- Calligonum pseudodubjanskyi Soskov
- Calligonum pseudohumile Drobow
- Calligonum pseudotenue Godw.
- Calligonum pulcherrimum Korovin ex Pavlov
- Calligonum pumilum Losinsk.
- Calligonum quadraepterum Korovin ex Pavlov
- Calligonum repetekense Rotov
- Calligonum rigidum Litv.
- Calligonum roborowskii Losinsk.
- Calligonum roseum Drobow
- Calligonum rotovii Godw. & Nardina
- Calligonum rotula I.G.Borshch.
- Calligonum rubens Mattei
- Calligonum rubescens Mattei
- Calligonum rubicundum Bunge
- Calligonum rubidum Godw.
- Calligonum russanovii Pavlov
- Calligonum santoanum Korovin
- Calligonum schizopterum Rech.f. & Schiman-Czeika
- Calligonum setosum (Litv.) Litv.
- Calligonum sinuosoaculeolatum Godw.
- Calligonum smirnovii Drobow
- Calligonum spinosetosum Maassoumi & Batooli
- Calligonum spinosissimum Pavlov
- Calligonum spinulosum Drobow
- Calligonum squarrosum Pavlov
- Calligonum stenopterum Bunge ex Boiss.
- Calligonum subcomplanatum Godw.
- Calligonum tenue Pavlov
- Calligonum tetrapterum (Meisn. ex DC.) Jaub. & Spach
- Calligonum tortile Drobow
- Calligonum trifarium Z.M.Mao
- Calligonum triste Litv.
- Calligonum turbineum Pavlov
- Calligonum turkestanicum (Korovin) Pavlov
- Calligonum undulatum Litv.
- Calligonum ustjurtense Drobow
- Calligonum yengisaricum Z.M.Mao
- Calligonum zaidamense Losinsk.
- Calligonum zaissanomuravljanskyi Soskov
- Calligonum zakirovii (Khalk.) Czerep.

Selon Tropicos (16 juillet 2015) (Attention liste brute contenant possiblement des synonymes) :
- Calligonum acanthopterum I.G. Borshch.
- Calligonum aciferum Godw. & Nardina
- Calligonum aculeatum Mattei
- Calligonum aequilaterale Godw.
- Calligonum affine Popova
- Calligonum alaschanicum Losinsk.
- Calligonum alashanicum Losinsk.
- Calligonum alatiforme Pavlov
- Calligonum alatum Litv.
- Calligonum amoenum Rech. f. & Schiman-Czeika
- Calligonum androssowii Litv.
- Calligonum anfractuosum Bunge
- Calligonum aphyllum (Pall.) Gürke
- Calligonum arabicum Soskov
- Calligonum aralense I.G. Borshch.
- Calligonum arborescens Litv.
- Calligonum arich Le Houér.
- Calligonum asperum Lour.
- Calligonum azel Maire
- Calligonum babakianum Godw.
- Calligonum bakuense Litv.
- Calligonum batiola Litv.
- Calligonum borsczowii Litv.
- Calligonum borszczowii Litv.
- Calligonum bubyri B. Fedtsch. ex Pavlov
- Calligonum bucocladum Bunge
- Calligonum bungei Boiss.
- Calligonum bykovii Godw.
- Calligonum calcareum Pavlov
- Calligonum calliphysa Bunge
- Calligonum calvescens Maire
- Calligonum cancellatum Mattei
- Calligonum canescens Pursh
- Calligonum caputmedusae Schrenk ex Fisch. & C.A. Mey.
- Calligonum cartilagineum Pavlov
- Calligonum chinense Losinsk.
- Calligonum colubrinum E. Borszcow
- Calligonum commune Mattei
- Calligonum comosum L'Hér.
- Calligonum compactum Mattei
- Calligonum connivens Godwinsii
- Calligonum conuivena Godw.
- Calligonum cordatum Korovin ex Pavlov
- Calligonum cordiforme Godw.
- Calligonum cordipterum Drobow
- Calligonum coriaceum Pavlov
- Calligonum crinitum Boiss.
- Calligonum crispatum Mattei
- Calligonum crispum Bunge
- Calligonum cristatum Bunge
- Calligonum densiforme Godw. & Nardina
- Calligonum densum E. Borszcow
- Calligonum denticulatum Bunge ex Boiss.
- Calligonum dielsianum K.S. Hao
- Calligonum dissectum Popov
- Calligonum diversiforme Godw.
- Calligonum drobovii Bondarenko
- Calligonum dubianskyi Litv.
- Calligonum durum Godw.
- Calligonum ebinuricum N.A. Ivanova ex Soskov
- Calligonum elatum Litv.
- Calligonum elegans Drobow
- Calligonum erinaceum I.G. Borshch.
- Calligonum eriopodum Bunge
- Calligonum eugenii-korovinii Pavlov
- Calligonum falcilobum Godw.
- Calligonum ferganense Pavlov
- Calligonum flavidum Bunge
- Calligonum fragile Godw. & Nardina
- Calligonum gobicum (Bunge ex Meisn.) Losinsk.
- Calligonum golbeckii Drobow
- Calligonum gracile Litv.
- Calligonum griseum Korov. ex Pavl.
- Calligonum gypsaceum Drobow
- Calligonum horridum E. Borszcow
- Calligonum humile Litv.
- Calligonum inaequale Godw.
- Calligonum integrum Drobow
- Calligonum intertextum Rech. f. & Schiman-Czeika
- Calligonum involutum Pavlov
- Calligonum irtyschense Godw.
- Calligonum jeminaicum Z.M. Mao
- Calligonum josephii Godw.
- Calligonum junceum (Fisch. & C.A. Mey.) Litv.
- Calligonum juochiangense Liou f.
- Calligonum karakalpakense Drobow
- Calligonum klementzii Losinsk.
- Calligonum korlaense Z.M. Mao
- Calligonum koslovii Losinsk.
- Calligonum kuerlense Z.M. Mao
- Calligonum kurotschkinae Godw.
- Calligonum kzyl-kumi Pavlov
- Calligonum lamellatum Mattei
- Calligonum lanceolatum Pavlov
- Calligonum lanciculatum Pavlov
- Calligonum laristanicum Rech. f. & Schiman-Czeika
- Calligonum leucocladiforme Drobow
- Calligonum leucocladum (Schrenk) Bunge
- Calligonum lipskyi Litv.
- Calligonum litwinowii Drobow
- Calligonum macrocarpum I.G. Borshch.
- Calligonum margelanicum Drobow
- Calligonum matteianum Drobow
- Calligonum medusecephalum St.-Lag.
- Calligonum mejidum Al-Khayat
- Calligonum membranaceum Litv.
- Calligonum microcarpum I.G. Borshch.
- Calligonum minimum Lipsky
- Calligonum molle Litv.
- Calligonum mongolicum Turcz.
- Calligonum muravljanskyi Pavlov
- Calligonum murex Bunge
- Calligonum nardinae Godw.
- Calligonum nudatum Godw.
- Calligonum obtusum Litv.
- Calligonum orthocarpum Drobow
- Calligonum orthotrichum Pavlov
- Calligonum oxicum Drobow
- Calligonum ozunraicum Godw.
- Calligonum paletzkianum Litv.
- Calligonum palibinii Mattei
- Calligonum pallasia L'Hér.
- Calligonum paniculatum I.G. Borshch.
- Calligonum pappii Godw.
- Calligonum parvulum Drobow
- Calligonum parvum Godw.
- Calligonum patens Litv.
- Calligonum pavlovii Godw.
- Calligonum pellucidum Pavlov
- Calligonum persicum Boiss.
- Calligonum petunnikowii Litv.
- Calligonum physopterum Pavlov
- Calligonum platyacanthum I.G. Borshch.
- Calligonum plicatum Pavlov
- Calligonum polygonoides L.
- Calligonum potaninii Losinsk.
- Calligonum prszevalskii Losinsk.
- Calligonum przewalskii Losinsk.
- Calligonum pseudohumile Drobow
- Calligonum pseudotenue Godw.
- Calligonum pulcherrimum Korov. ex Pavl.
- Calligonum pumilum Losinsk.
- Calligonum quadraepterum Korovin ex Pavlov
- Calligonum quadripterum Korov. ex Pavl.
- Calligonum repetekense Rotov
- Calligonum rigidum Litv.
- Calligonum roborowskii Losinsk.
- Calligonum roseum Drobow
- Calligonum rotovii Godw. & Nardina
- Calligonum rotula I.G. Borshch.
- Calligonum rubens Mattei
- Calligonum rubescens Mattei
- Calligonum rubicundum Bunge
- Calligonum rubidum Godw.
- Calligonum russanovii Pavlov
- Calligonum santoanum Korovin
- Calligonum schizopterum Rech. f. & Schiman-Czeika
- Calligonum setosum Litv.
- Calligonum sinuato-aculeolatum Godw.
- Calligonum sinuosoaculeolatum Godw.
- Calligonum smirnovii Drobow
- Calligonum songaricum Endl.
- Calligonum spinosissimum Pavlov
- Calligonum spinulosum Drobow
- Calligonum squarrosum Pavlov
- Calligonum stenopterum Bunge ex Boiss.
- Calligonum subcomplanatum Godw.
- Calligonum taklimakanense B.R. Pan & G.M. Shen
- Calligonum tenue Pavlov
- Calligonum tetrapterum Jaub. & Spach
- Calligonum tortile Drobow
- Calligonum trifarium Z.M. Mao
- Calligonum tripterum Bunge ex Boiss.
- Calligonum triste Litv.
- Calligonum turbineum Pavlov
- Calligonum turkestanicum Pavlov
- Calligonum undulatum Litv.
- Calligonum ustjurtense Drobow
- Calligonum uzunachmatense Tkatsch.
- Calligonum yengisaricum Z.M. Mao
- Calligonum zaidamense Losinsk.
- Calligonum zakirovii (Khalk.) Czerep.
- Calligonum zomosum L'Hér.
- Calligonum × barsukiense Soskov
- Calligonum × bubyrii B. Fedtsch. ex Pavl.
- Calligonum × calcareum Pavlov
- Calligonum × leucanthum Soskov
- Calligonum × paletzkianum Litv.
- Calligonum × pseudodubjanskyi Soskov
- Calligonum × pseudomuravljanskyi Soskov
- Calligonum × pseudotetrapterum Soskov
- Calligonum × spinulosum Drobow
- Calligonum × zaissano-muravljanskyi Soskov
- Calligonum × zaissanomuravljanskyi Soskov

Selon World Register of Marine Species (16 juillet 2015) :
- Calligonum comosum L'Herit